# Lukáš Melich

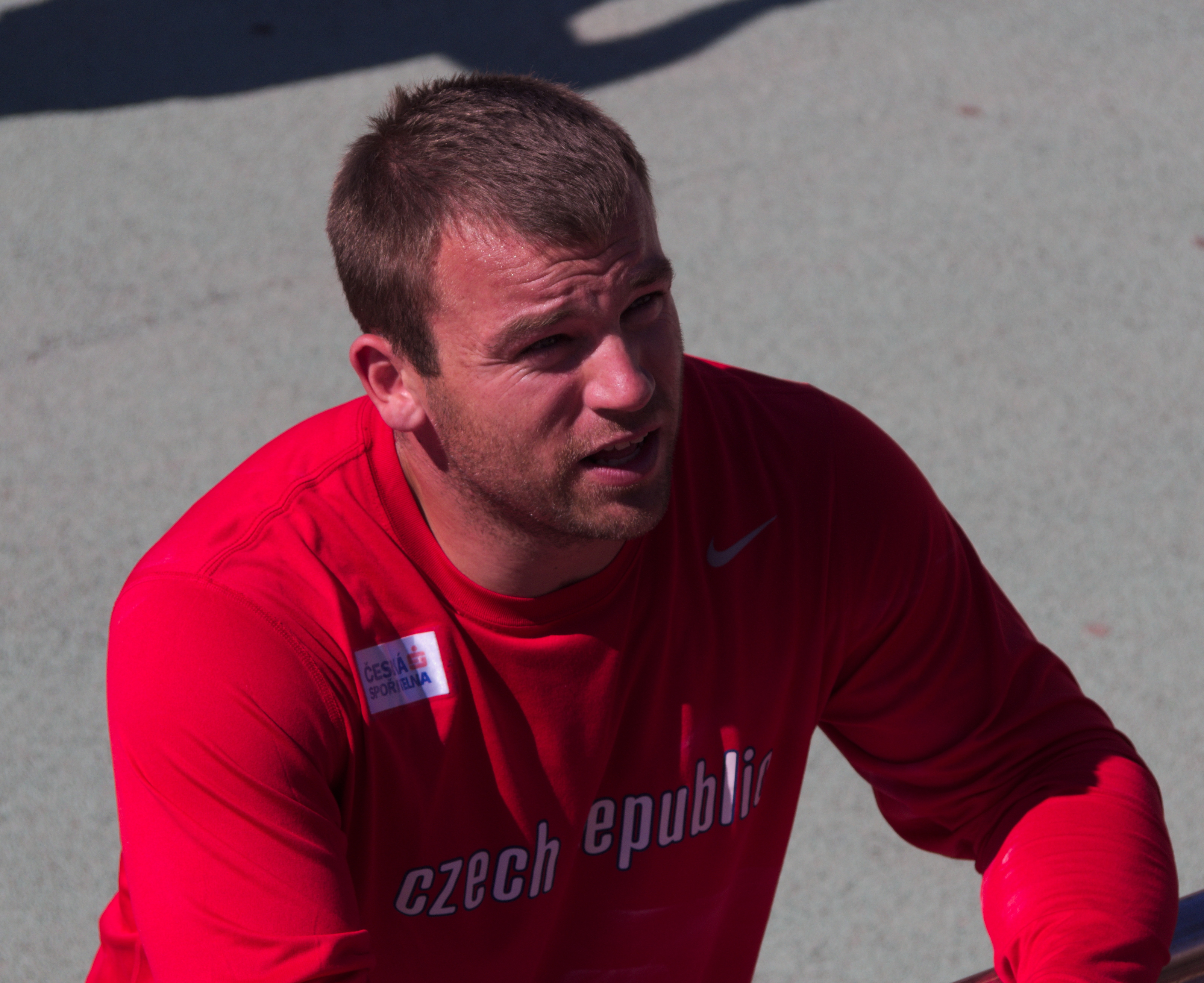
Lukáš Melich bei den 2015 European Team Championships First League in Heraklion

Lukáš Melich (* 16. September 1980 in Jilemnice) ist ein tschechischer Hammerwerfer.
Bei den Weltmeisterschaften 2005 in Helsinki schied er ebenso in der Qualifikation aus wie bei den Olympischen Spielen 2008 in Peking und den Weltmeisterschaften 2009 in Berlin.
2012 wurde er Sechster bei den Olympischen Spielen in London. 2013 stellte er am 15. Juni in Stettin mit 80,28 m seinen persönlichen Rekord auf und gewann Bronze bei den Weltmeisterschaften in Moskau.
Bislang wurde er achtmal nationaler Meister (2003, 2006–2013).